# Spodoptera caradrinoides
Spodoptera caradrinoides là một loài bướm đêm trong họ Noctuidae.